# Maap
Maap es la tercera isla de las Islas Yap, un pequeño archipiélago en el Pacífico occidental parte de los Estados Federados de Micronesia. Se encuentra a unos 1300 km de Nueva Guinea y 870 km de Guam.
La isla densamente arbolada se encuentra entre las islas Rumung al noroeste y Gagil Tomil en el sur. De Rumung está separada por el estuario de Yinbinaew de 140 metros de ancho y 700 metros de largo, y Gagil Tomil por el estuario de Yuneroway de 66 metros de ancho y 2100 metros de largo.
Hay una conexión permanente con Gagil-Tamil artificial a través de una calzada. Para el censo de 2000 vivían 592 personas en 115 casas, un poco más que en 1994, cuando vivían 547 personas en 114 casas.